# Del Harris (Basketballtrainer)
Delmer William „Del“ Harris (* 18. Juni 1937 in Plainfield, Indiana) ist ein US-amerikanischer Basketballtrainer, der zuletzt als Trainer bei den Texas Legends arbeitet. In der Saison 1994/95 erhielt er den NBA Coach of the Year Award. 2022 wurde er in die Naismith Memorial Basketball Hall of Fame aufgenommen.

## Trainerkarriere
Del Harris begann als Trainer der Mannschaft des Earlham College in Richmond, Indiana, bevor er unter Cheftrainer Tom Nissalke Co-Trainer bei den Utah Stars in der American Basketball Association wurde. 1976 folgte Harris Nissalke wiederum als Co-Trainer zu den Houston Rockets, die er von 1979 bis 1983 als Cheftrainer betreute. Mit den Rockets erreichte er 1981 die NBA-Finals, die allerdings gegen die Boston Celtics verloren wurden.
Nach seiner Zeit in Houston wurde Harris von Don Nelson als Co-Trainer zu den Milwaukee Bucks geholt. Nachdem Don Nelson die Bucks verlassen hatte, wurde Harris Cheftrainer und später auch General Manager in Milwaukee.
1994 wurde er Headcoach der Los Angeles Lakers, die er bis 1999 betreute. In dieser Zeit wurde er auch Coach of the year.
Nach Beendigung seiner Tätigkeit bei den Lakers arbeitete Harris als Co-Trainer bei den Dallas Mavericks.
Am 3. Juli 2008 wurde bekannt, dass sowohl Harris als auch der frühere Cheftrainer der Charlotte Bobcats Bernie Bickerstaff einen Vertrag als Co-Trainer der Chicago Bulls unterschrieben haben, um mit ihrer Erfahrung Rookie-Trainer Vinny Del Negro zu unterstützen. Nach der Entlassung von Del Negro 2010 wurde Harris ebenfalls entlassen.
Zur Saison 2011/12 wurde Harris neuer Headcoach der Texas Legends aus der NBA Development League. Zur Saison 2012/13 wurde er von Eduardo Najera als Headcoach abgelöst.